# Магдалена Огурек
Магдале́на Агне́шка Огу́рек (пол. Magdalena Agnieszka Ogórek, народилась 23 лютого 1979 в Рибніку) — польська політкиня, суспільна діячка та історикиня, письменниця, журналістка, докторка гуманітарних наук.

## Біографія
У 2002 році закінчила магістратуру в університеті м. Ополе, у 2003 р. — аспірантуру у Варшавському університеті. У 2009 році отримала ступінь доктора філософії. Після цього вона викладала в університеті митниці та логістики у Варшаві, а також у Малопольському коледжі в Кракові. У 2011 році висувається кандидатом від СЛД на парламентських виборах, але не проходить в Сейм.
Знімалась в кількох телевізійних серіалах. Одружена з колишнім членом СЛД Пйотром Мохначевським, виховує дочку (2005 р.). Безпартійна.

## Участь у виборах Президента Польщі у 2015 році
9 січня 2015 висунулась кандидатом на посаду президента Польщі від Союзу демократичних лівих сил. Магдалена заявила, що рішуче засуджує російську агресію проти України, але буде прагнути до нормалізації стосунків із Росією. Також за її словами — «Ми не можемо собі дозволити, щоб засоби масової інформації в Росії визначили нас ворогом номер один».
У травні 2015 року критикувала президента Польщі Броніслава Коморовського, котрого звинуватила в «повному руйнуванні польсько-російських стосунків».
Російські експерти не розцінюють перспективи Огурек як значні: відмічається, що Магдалені «помітно не вистачає політичного досвіду, а антиросійські настрої занадто сильно поширені в польському суспільстві ».
На президентських виборах 10 травня 2015 вoнa зайняла 5-те місцем з 2,38 % голосів.